# Lomelosia olivieri
Lomelosia olivieri är en tvåhjärtbladig växtart som först beskrevs av Thomas Coulter, och fick sitt nu gällande namn av W. Greuter och Burdet. Lomelosia olivieri ingår i släktet Lomelosia och familjen Dipsacaceae. Inga underarter finns listade i Catalogue of Life.